# Volvo Women's Open 1992
Volvo Women's Open 1992 — жіночий тенісний турнір, що проходив на відкритих кортах з твердим покриттям Dusit Resort Hotel у Паттаї (Таїланд). Належав до турнірів 5-ї категорії в рамках Туру WTA 1992. Турнір відбувся вдруге і тривав з 13 до 19 квітня 1992 року. Восьма сіяна Сабін Аппельманс здобула титул в одиночному розряді й отримала 18 тис. доларів США.

## Фінальна частина

### Одиночний розряд
Сабін Аппельманс —  Андреа Стрнадова 7–5, 3–6, 7–5
- Для Аппельманс це був 1-й титул в одиночному розряді за сезон і 3-й — за кар'єру.

### Парний розряд
Ізабель Демонжо /  Наталія Медведєва —  Паскаль Параді /  Сандрін Тестю 6–1, 6–1